# Смирнов-Сокольський Микола Павлович
Смирнов-Сокольський Микола Павлович (справжнє прізвище Смирнов; 1898—1962) — радянський артист естради, письменник, бібліофіл і бібліограф, історик книги.
Виступав зі злободенними монологами і куплетами.
Народився 5 березня (17 березня за новим стилем) в Москві в родині типографського складальника П. І. Сокальського та селянки, згодом театральної кравчині С. Г. Смирнової.
Отримав середню спеціальну освіту (Олександрівське комерційне училище) (1914), так як на вищу у родини не вистачило коштів.
Працював в книжковому магазині на Неглинній вулиці в Москві, де його сестра працювала продавчинею, а також в газеті (репортер-хронікер). З 1915 року виступав на естрадах літніх театрів, в театрі мініатюр «Одеон» (Москва).
У роки Громадянської війни брав участь в концертах в робочих клубах, казармах, на військових кораблях. У 1920-ті роки створив сатиричні образи «братішки» Бувалого і обивателя-міщанина.
У 1930-х роках Смирнов-Сокольський відмовився від образу-маски, його виступи стали носити форму прямого діалогу із залом для глядачів від власної авторської і акторської особи. Виконував свої публіцистичні фейлетони-монологи, присвячені подіям сучасного життя. У сатиричних оглядах артист з властивою йому агітаційністю нещадно викривав і висміював пережитки минулого. Успіхом користувалися багато його фейлетонів.
Засновник Московського театру естради.
Головним справою всього його життя стала бібліофілія, його називали «лицарем книги». Вся його величезна унікальна колекція перших і прижиттєвих видань російських класиків, альманахів, рукописних збірок, малюнків XVIII—XX століть (більше 19000 томів) зараз знаходиться в Російській державній бібліотеці (колишня Ленінка) в Музеї книги.